# Медаль де Моргана
Медаль де Моргана (англ. De Morgan Medal) — найвища нагорода Лондонського математичного товариства, що зазвичай вручається математикам, які працюють у Великій Британії. Вона вручається за значний внесок у математику один раз на три роки, з 1884 року в роки, значення яких націло ділиться на три.
Нагорода заснована на честь англійського вченого Аугустуса де Моргана.

## Лауреати
Медаллю були нагороджені:
- 1884: Артур Кейлі
- 1887: Джеймс Джозеф Сильвестр
- 1890: Джон Вільям Стретт (лорд Релей)
- 1893: Фелікс Кляйн
- 1896: Семюель Робертс[en]
- 1899: Вільям Бернсайд
- 1902:  Альфред Джордж Грінгілл[en]
- 1905:  Генрі Фредерік Бейкер [en]
- 1908: Джеймс Вітбред Лі Глейшер[en]
- 1911: Горацій Лемб
- 1914: Джозеф Лармор
- 1917: Вільям Генрі Янг[en]
- 1920: Ернест Вільям Гобсон[en]
- 1923: Персі Александер Мак-Магон[en]
- 1926: Лав Оґастус Едвард Гаф
- 1929: Ґодфрі Гарольд Гарді
- 1932: Бертран Расселл
- 1935: Едмунд Тейлор Віттекер
- 1938: Джон Ідензор Літлвуд
- 1941: Луїс Джоел Морделл[en]
- 1944: Сідні Чапмен[en]
- 1947: Джордж Невілл Ватсон[en]
- 1950: Абрам Безикович
- 1953: Едвард Чарлз Тітчмарш[en]
- 1956: Джеффрі Інграм Тейлор
- 1959: Вільям Воланс Дуглас Годж
- 1962: Макс Ньюмен[en]
- 1965: Філіп Голл
- 1968: Мері Картрайт
- 1971: Курт Малер
- 1974: Грем Хіґман
- 1977: Клод Амброуз Роджерс[en]
- 1980: Майкл Атія
- 1983: Клаус Рот
- 1986: Джон Касселс[en]
- 1989: Девід Джордж Кендалл[en]
- 1992: Альбрехт Фреліх[en]
- 1995: Вальтер Хейман [en]
- 1998: Роберт Олександер Ренкін[en]
- 2001: Джеймс Олександер Грін[en]
- 2004: Роджер Пенроуз
- 2007: Брайан Джон Бірч[en]
- 2010: Кіт Вільям Мортон[en]
- 2013: Джон Ґріґґз Томпсон
- 2016: Тімоті Гауерс
- 2019: Ендрю Джон Вайлс
- 2022: Джон М. Болл